# Односи Србије и Новог Зеланда
Односи Србије и Новог Зеланда су инострани односи Републике Србије и Новог Зеланда.

## Билатерални односи
Дипломатски односи су успостављени 1951. године.
Амбасада Србије у Канбери (Аустралија) радно покрива Нови Зеланд.
Нови Зеланд је гласао за пријем Косова у УНЕСКО приликом гласања 2015.

### Економски односи
- У 2020. години робна размена је износила 5,72 милиона долара (извоз из Србије је износио 3,19 милиона, а увоз 2,53 мил. УСД.
- У 2019. години робна размена је износила 3,30 милиона УСД од чега је извоз из РС 1,76 милиона, а увоз 1,53 мил. долара.
- У 2018. години робна размена је износила 2,69 милиона долара (извоз из РС 1,51 милион, а увоз 1,17 мил. УСД).[4][5]

### Некадашњи дипломатски представници

#### У Велингтону
- Никола Крајиновић, амбасадор, 1979—
- Бранко Карапанџа, амбасадор, 1975—1979.
- Иван Тошевски, амбасадор, 1971—1975.
- Бранко Вучинић, генерални конзул, 1959—1961. (први југословенски дипломата на Новом Зеланду)